# Trofófilo
Trofófilo é a designação dada em botânica a uma folha ou fronde cuja principal função é a realização da fotossíntese. A designação é usada por oposição a esporófilo, a designação de folhas e outras estruturas cuja principal função é a reprodução.